# Semiothisa curvilineata
Semiothisa curvilineata là một loài bướm đêm trong họ Geometridae.